# Marie-Jeanne Koffman
Pour les articles homonymes, voir Koffman.
Marie-Jeanne Josephovna Koffmann (en russe, Мария-Жанна Иосифовна Кофман ; née le 22 juillet 1919 à Paris au boulevard Saint-Michel, et morte le 11 juillet 2021 dans la même ville) est une chirurgienne, alpiniste, et  cryptozoologue soviétique, puis russe d'origine française. Vétérane de la Grande guerre patriotique et rescapée du Goulag, elle est surtout connue pour ses recherches sur l'almasty, l'homme sauvage du Caucase dont elle chercha à prouver l'existence durant une grande partie de sa vie.

## Biographie

### Origines et Jeunesse
Marie-Jeanne Koffmann est née dans la famille d'un Russe descendant de Français installés en Russie, Joseph Koffmann, qui a participé à la révolution de 1905, avant de fuir vers l'Italie puis la France et qui s'est ensuite porté volontaire pour combattre dans l'armée française pendant la Première Guerre mondiale. La mère de Marie-Jeanne Koffmann était Jeanne Estève, chanteuse d'opéra et professeure de musique et de chant. En 1919, leur première fille, Marie-Jeanne, naît à Paris. Enfant, elle se prépare à devenir nonne.
Dans les années 30, Joseph Koffmann part avec sa femme en URSS, avant d'être rejoint par ses filles en 1935. Joseph Koffmann est arrêté au cours des grandes purges. Les parents seront par la suite déportés au goulag, puis resteront à Ouglitch après leur libération. Marie-Jeanne Koffmann est diplômée de l'institut de médecine de Moscou (en), et devint chirurgienne.

### Seconde Guerre mondiale et déportation au Goulag
Lors de la bataille de Moscou elle est de service dans une équipe de pompiers. Mobilisée dans l'armée rouge en août 1942, elle commande une équipe d'alpinistes. Des journalistes affirmeront plus tard qu'elle aurait reçu le grade de capitaine, et qu'elle aurait participé à des combats autour du mont Elbrouz, ce qui n'est pas confirmé par les documents de l'époque, affirmant qu'elle fut démobilisée le 5 décembre 1942,. Elle fut aussi alpiniste et participa à plusieurs expéditions, notamment dans le Caucase, où elle entendit parler de  l'almasty, un homme sauvage local. En 1948, Jeanne et sa sœur cadette Geneviève sont arrêtées après avoir tenté de fuir vers la France. Koffmann passera cinq ans dans des camps, notamment à Kengir, où elle travaille comme médecin de camp. Libérée en 1953 après la mort de Staline, elle ne participe donc pas au soulèvement de Kengir et s'installe à Serpoukhov .

### Recherches sur l'almasty
Des amis alpinistes la présentèrent à l'historien et cryptozoologue Boris Porchnev. Intriguée par les témoignages sur l'almasty  (ceux-ci sont médiatisés après la publication des recherches menées sur le yéti de l'Himalaya), elle participe à l'expédition au Pamir de 1958 à la recherche de « l'homme sauvage », organisée par l'Académie des sciences, qui ne parvient pas à prouver quoi que ce soit, celle-ci ayant été préparée trop rapidement. La commission d'étude du problème de l'homme sauvage est dissoute, ce qui entraine dans ces cas-là en URSS de grandes difficultés pour continuer les recherches. Membre à part entière de la Société géographique russe, elle consacra plus de 40 ans à la recherche de l'almasty du Caucase. À ses frais, elle fonde en 1960 en Kabardino-Balkarie dans le village de Sarmakovo, une base pour ses expéditions, récoltant plus de 500 témoignages, s'efforçant de récolter des empreintes et de documenter le mode de vie de la créature, bien qu'elle ne réussira jamais à prouver concrètement son existence,.
Elle travailla avec d'autres cryptozoologues (Boris Porchnev, Piotr Smoline, Dmitri Bayanov) sur les cryptides soviétiques (par exemple l'olgoï-khorkhoï), et surtout sur les récits évoquant des hommes sauvages,. Certains cryptozoologues comme Porchnev ou Heuvelmans pensaient que l'almasty serait un homme de Néandertal ayant survécu jusqu'à nos jours, un « homme pongoïde », mais selon Koffmann, après examen des témoignages, « Il semblerait que l'espèce fossile du Caucase appartienne soit au phylum humain, soit à une ligne parallèle et voisine. Cependant, dans l'état actuel des recherches, le respect de la rigueur scientifique ne permet pas d'établir un diagnostic »,.
En 1987, elle fonde l'Association russe de cryptozoologie dont elle fut  la présidente pendant de nombreuses années, vivant à la fois en France et en Russie.

### Dernières années
En 2009, à 90 ans, voyant sa santé décliner, elle quitte la Russie pour la France. À l'été 2019, elle fête son centenaire. Durant les dernières années de sa vie, elle vécut à Paris, dans une maison de retraite (Gautier Wendelen), paralysée du côté gauche, mais gardant un esprit lucide. Elle meurt quelques jours avant son cent-deuxième anniversaire,. En novembre 2022 ses archives, à l'instar de celles de Bernard Heuvelmans, ont été transférées au musée cantonal de Zoologie de Lausanne.